# Elaver grandivulva
Elaver grandivulva là một loài nhện trong họ Clubionidae.
Loài này thuộc chi Elaver. Elaver grandivulva được Cândido Firmino de Mello-Leitão miêu tả năm 1930.